# Грузинформ
«Грузинформ» — грузинское информационно-аналитическое агентство.
Исторические названия: Грузинское Телеграфное Агентство (ГрузТАГ), Информационное агентство Совета Министров Республики Грузия «Грузинформ», Национальное информационное агентство «Сакартвело», Грузинское информационно-аналитическое агентство «Грузинформ».

## История
Агентство «Грузинформ» было основано в 1921 году как отделение Общекавказского управления Российского телеграфного агентства.
Постановлением ЦИК ЗСФСР от 6 марта 1923 года было преобразовано в Закавказское Телеграфное Агентство.
В конце 1936 года ему было дано название Грузинское Телеграфное Агентство (ГрузТАГ), которое входило в союзную и заграничную службу Телеграфного Агентства Советского Союза (ТАСС).
С 1972 года носит название «Информационное Агентство Совета Министров Республики Грузия „Грузинформ“».
В 1990 году агентство преобразовано в Национальное Информационное Агентство «Сакартвело».
Как и все телеграфные агентства союзных республик, Грузинформ входил в единую государственную информационную систему СССР, находясь в подчинении Советов Министров союзных республик и Телеграфного агентства Советского Союза.
С января 2004 года как агентство оперативной информации фактически прекратило существование, а весь коллектив агентства численностью более 100 человек, вынудили, по словам самих журналистов, оформить заявления об уходе в неоплачиваемый отпуск.
В августе 2006 года ООО «Грузинформ» продано за 5,05 млн долларов США группе неназванных физических лиц на приватизационном аукционе, состоявшемся в Министерстве экономического развития Грузии.
На тот момент в собственности общества находились здание площадью 5,4 тысячи квадратных метров, расположенное на проспекте Руставели в центре Тбилиси.
На момент продажи уставный капитал компании составлял 673,63 тыс. лари (около 380 тыс. долларов), дебиторская задолженность агентства достигает 33,3 тыс. лари (18,6 тыс. долларов), кредиторская задолженность — 383,7 тыс. лари (около 216 тыс. долларов).
Перед аукционом из уставного капитала «Грузинформа» были изъяты архивные информационные материалы, которые остались в собственности Грузии.
10 августа 2010 года Грузинформ был воссоздан как грузинское информационно-аналитическое агентство, которое возглавил генеральный директор и главный редактор, публицист, журналист и политолог Арно Хидирбегишвили[уточнить].

## Руководители
- Владимир Чиаурели
- Мамаладзе, Теймураз Георгиевич (1978—1985)
- Александр Иоселиани
- Арно Хидирбегишвили